# Герб Пензенской области
Герб Пензенской области является символом Пензенской области, государственности и власти.
Закон Пензенской области «О гербе Пензенской области» принят Законодательным Собранием Пензенской области 25 декабря 1998. Впоследствии в закон о гербе вносились изменения от 17.09.2003, 10.04.2006, 20.05.2008.
Установлены три версии герба Пензенской области:

1) полный герб — коронованный щит, с орденской лентой;

2) средний герб — коронованный щит, без орденской ленты;

3) гербовый щит, или малый герб, отличающийся от среднего герба отсутствием короны.

## Описание и обоснование символики
Геральдическое описание (блазон) гласит:
В зеленом поле три золотых снопа, перевитых червлеными лентами, один подле другого. Щит увенчан золотой российской Императорской короной и окружен лентой ордена Ленина.
Герб Пензенской области представляет собой изображение на зелёном геральдическом щите трех золотых снопов, перевитых червлеными лентами, один подле другого. Щит увенчан золотой Российской Императорской короной и окружен лентой ордена Ленина, которым Пензенская область была награждена в 1967.
При исполнении герба применены две финифти (краски): зелень (зеленая) и червлень (красная), и один металл — золото. Зелень символизирует здоровье и жизненный рост. Червлень — символ мужества, силы, трудолюбия, красоты и праздника. Золото — символ богатства, стабильности, уважения и интеллекта.

## История

### Российская Империя
Герб Пензенской губернии в 1878—1928 описывался следующим образом:
в зелёном щите, три золотые снопа, связанные червлёными лентами. Щит увенчан Императорскою короною и окружён золотыми дубовыми листьями, соединёнными Андреевскою лентою.

### 1998—2003 годы
Герб Пензенской области c 1998 по 2003 годы представлял собой изображение на зелёном геральдическом щите с отношением ширины к высоте 8:9 трех золотых снопов, связанных червлеными лентами; щит был окружен золотыми дубовыми листьями, соединенными орденской лентой ордена Ленина. Лента имела посередине красную (червленую) продольную полосу шириной две трети ширины ленты, по краям средней полосы располагались две золотистые полоски шириной по одной шестнадцатой ширины ленты, ближе к краям ленты располагались две красные полоски шириной по одной шестнадцатой ширины ленты и по краям ленты располагались две полоски золотистого цвета шириной по одной двадцать четвёртой ширины ленты.
При исполнении герба были применены две финифти (краски): зелень (зеленый) и червлень (красный), — и один металл: золото. Зелень символизировала надежду, радость, изобилие. Червлень символизировала храбрость, мужество, неустрашимость. Золото являлось символом богатства.
17 сентября 2003 г законом Пензенской области № 517-ЗПО был утверждён новый вариант герба с добавлением короны. Он представлял собой изображение на зелёном геральдическом щите с отношением ширины к высоте 8:9 трех золотых снопов, связанных червлеными лентами; щит был увенчан короной и окружен золотыми дубовыми листьями, соединенными орденской лентой.
За исключение орденской ленты герб почти полностью повторял герб Пензенской губернии 1878 г.
Герб не прошел геральдическую экспертизу в Геральдическом Совете при Президенте РФ из-за использования дубового венка.

### 2006—2008 годы
Для приведения к геральдическим нормами и внесения в ГГР РФ в Законом Пензенской области «О гербе Пензенской области» № 1007-ЗПО от 10 апреля 2006 г. утвержден полный герб, сохранивший все элементы за исключением дубового венка.
20 мая 2008 года закон Пензенской области № 1512-ЗПО «О гербе Пензенской области» был дополнен малым и средним вариантами герба.
Все три варианты герба успешно внесены в ГГР РФ под № 3607 (большой герб) и № 4024 (малый и средний гербы).

## В культуре
2 августа 2013 года Почтой России в серии «Гербы субъектов и городов Российской Федерации» был введён в обращение почтовый блок, посвященный историческому гербу города Пензы. На марке в блоке представлен герб Пензы, на полях блока изображен герб Пензенской области и карта России с выделенным регионом.
- Почтовый блок из серии «Гербы субъектов и городов Российской Федерации»
- Реверс монеты 2014 года номиналом 10 рублей с Гербом Пензенской области (из памятной серии монет «Российская Федерация»)

Изображение герба Пензенской области также располагается на большинстве региональных наград Пензенской области.